# ريني سيمويس
ريني سيمويس (بالبرتغالية: René Simões‏) (مواليد 17 ديسمبر 1952) هو لاعب كرة قدم.

## روابط خارجية
- ريني سيمويس على موقع الاتحاد الدولي (مؤرشف)  (الإنجليزية)
- ريني سيمويس على موقع قاعدة بيانات كرة القدم.إي يو (الإنجليزية)
- ريني سيمويس على موقع ناشيونال فوتبول تيمز (الإنجليزية)
- ريني سيمويس على موقع Soccerway.com (الإنجليزية)
- ريني سيمويس على موقع أوليمبيديا (الإنجليزية)